# 九乡彝族回族乡
九乡彝族回族乡是中华人民共和国云南省昆明市宜良县下辖的一个民族乡。

## 行政区划
九乡彝族回族乡下辖以下村级行政区划单位：
九乡社区、德马社区、铁厂社区、甸尾村、月照村、陇城村、明月村和小河村。